# Niżniaja Pokrowka (obwód saratowski)
Niżniaja Pokrowka (ros. Нижняя Покровка) – wieś (sieło) w Rosji, w obwodzie saratowskim, w rejonie pierielubskim. W 2010 liczyła 599 mieszkańców.